# Ángela Clavijo
Pour les articles homonymes, voir Clavijo (homonymie).
Ángela Clavijo, née le 1er septembre 1993 à Villavicencio (Colombie), est une footballeuse internationale colombienne qui évolue au poste de défenseure centrale à Cruzeiro.
Elle participe à la Coupe du monde féminine en 2015 et dispute également les Jeux olympiques d'été de 2016.